# Grand Prix cycliste de L'Humanité
 (septembre 2023).
La mise en forme du texte ne suit pas les recommandations de Wikipédia : il faut le « wikifier ».
Les points d'amélioration suivants sont les cas les plus fréquents. Le détail des points à revoir est peut-être précisé sur la page de discussion.
- Les titres sont pré-formatés par le logiciel. Ils ne sont ni en capitales, ni en gras.
- Le texte ne doit pas être écrit en capitales (les noms de famille non plus), ni en gras, ni en italique, ni en « petit »…
- Le gras n'est utilisé que pour surligner le titre de l'article dans l'introduction, une seule fois.
- L'italique est rarement utilisé : mots en langue étrangère, titres d'œuvres, noms de bateaux, etc.
- Les citations ne sont pas en italique mais en corps de texte normal. Elles sont entourées par des guillemets français : « et ».
- Les listes à puces sont à éviter, des paragraphes rédigés étant largement préférés. Les tableaux sont à réserver à la présentation de données structurées (résultats, etc.).
- Les appels de note de bas de page (petits chiffres en exposant, introduits par l'outil «  Source ») sont à placer entre la fin de phrase et le point final[comme ça].
- Les liens internes (vers d'autres articles de Wikipédia) sont à choisir avec parcimonie. Créez des liens vers des articles approfondissant le sujet. Les termes génériques sans rapport avec le sujet sont à éviter, ainsi que les répétitions de liens vers un même terme.
- Les liens externes sont à placer uniquement dans une section « Liens externes », à la fin de l'article. Ces liens sont à choisir avec parcimonie suivant les règles définies. Si un lien sert de source à l'article, son insertion dans le texte est à faire par les notes de bas de page.
- La présentation des références doit suivre les conventions bibliographiques. Il est recommandé d'utiliser les modèles {{Ouvrage}}, {{Chapitre}}, {{Article}}, {{Lien web}} et/ou {{Bibliographie}}. Le mode d'édition visuel peut mettre en forme automatiquement les références.
- Insérer une infobox (cadre d'informations à droite) n'est pas obligatoire pour parachever la mise en page.

Pour une aide détaillée, merci de consulter Aide:Wikification.
Si vous pensez que ces points ont été résolus, vous pouvez retirer ce bandeau et améliorer la mise en forme d'un autre article.
Le Grand Prix cycliste de L'Humanité est une ancienne course cycliste organisée conjointement par la Fédération sportive et gymnique du travail et le journal L'Humanité de 1927 à 1979.
Alternant entre course d'une journée (1927-1936, 1945, 1949-1955) et course à étapes sur deux ou trois jours (1937-1939, 1946-1948, 1956-1979), son parcours est fluctuant au fil des ans. Il emprunte le plus souvent différents tracés en Île-de-France et des parcours reliant Rouen et Le Havre à Paris.

## Histoire sportive et politique

### Politique nouvelle àL'Humanité
Créée en 1927 par L'Humanité, cette compétition cycliste est l'une des marques les plus visibles d'une conception nouvelle du quotidien du Parti communiste français, telle que l'entend le rédacteur en chef, nommé en 1926, Paul Vaillant-Couturier. Au repliement politique du journal sur la seule transmission de mots d'ordre, aux articles à vocation unique de propagande, celui-ci veut substituer un journal plus varié, ouvert dans la conquête d'un nouveau lectorat. Le Grand Prix cycliste correspond à cette nouvelle pratique éditoriale communiste, qui adopte en la matière la pratique commune de la presse sportive (le Tour de France est une création de presse), comme de la presse à grand tirage : faire connaître le quotidien « organe central du Parti communiste français » en allant au-devant du public d'une manière originale et populaire. Or le vélo était devenu, après la guerre de 1914-1918, beaucoup plus que l'objet sportif, dévolu aux champions, ou l'objet de loisir des classes aisées qu'il était à la Belle époque. C'était un moyen de transport de diffusion de plus en plus massive pour les classes populaires. Toutefois il est à observer que le soutien par L'Humanité de rencontres sportives ne se limite ni au Grand Prix de L'Humanité, dans le domaine cycliste, ni au seul cyclisme. Les pages sportives du quotidien permettent de constater, pour la période antérieure à 1939, que le journal offrait son soutien à des compétitions de natation, à d'autres courses cyclistes, à des épreuves d'athlétisme, des tournois de football, des compétitions de marche à pied. Ainsi pour la période 1944-1970, le « Cross de L'Humanité », épreuve pédestre déjà organisée avant guerre, rivalise, quant à la notoriété des compétiteurs avec le Grand Prix cycliste. Celui-ci s'adresse aux coureurs, licenciés dans les associations sportives de la FST/FSGT, et aux indépendants, dont certains semblent appartenir aussi à l'officielle Union vélocipédique de France, ancêtre de la Fédération française de cyclisme. En effet, jusqu'en 1939, la politique éditoriale du quotidien communiste réserve une part importante au sport, initié par la Fédération sportive du travail (FST), puis par la FSGT dans les colonnes de sa rubrique sportive. Celle-ci occupe une demi-page dédiée quand le journal tire sur six pages, jusqu'en 1936, puis une page entière dans la configuration du journal de huit pages, lancée après la victoire du Front populaire. Il n'est pas rare que les activités des différents comités de la FST/FSGT occupent plus de la moitié des comptes-rendus, tous sports confondus.

### Le «Sport rouge»
En effet, la compétition cycliste organisée par le journal fondé par Jean Jaurès entrait également dans le champ de la pratique sportive au sein de la classe ouvrière telle que voulaient la promouvoir les organisations sportives « ouvrières ». Durant l'été 1938, plusieurs réunions sont organisées par la FSGT, pour célébrer le Trentenaire du sport travailliste. En 1907 / 1908, en effet, des militants créent une Fédération sportive, athlétique socialiste, embryon d'une organisation, autonome par rapport aux fédérations sportives (l'Union vélocipédique de France, par exemple) et à l'égal des fédérations plurisportives et des patronages catholiques. La division politique de l'après-guerre, selon un clivage entre Parti communiste, qui s'intitule en fait Section française de l'Internationale communiste (SFIC) et Parti socialiste, resté SFIO (Section française de l'Internationale ouvrière) entraine, en 1923 la division du mouvement sportif « socialiste » en deux fédérations omnisports distinctes :
- La Fédération sportive du travail (FTS), rassemble les sportifs communistes, ou sympathisants.
- L'Union des sociétés sportives de gymnastique du travail (USSGT) rassemble les sportifs socialistes.

La FST adhère à l'Internationale rouge sportive, créée en juillet 1921 à Moscou, dans le sillage de la tenue du troisième congrès de l'Internationale communiste, et la déclinaison du thème central de celle-ci : « Conquérir les masses ».
Cette Internationale sportive se proclame rouge, et par extension du vocable « rouge », le sport que ses membres pratiquent devient le Sport Rouge. Eux-mêmes intègrent le rouge, dans leur vocabulaire : comme le montrent les reportages du journal L'Humanité, ce sont des sportifs rouges et le Grand Prix cycliste devient le « Circuit rouge ». Le rôle de cette Internationale rouge sportive a été peu étudié Pour ce qui en transparaît à la lecture de L'Humanité, elle appelle chacune de ses sections à organiser, en juillet ou en août chaque année de son existence, une Journée internationale du sport ouvrier. Pour des raisons de calendrier sportif, le Grand Prix cycliste de L'Humanité ne se court qu'une année dans le cadre de cette journée du « Sport rouge ». Il s'agit de l'édition de 1933. En cette occasion, Marcel Cachin, directeur du journal, consacre son éditorial au Sport rouge, le dimanche 2 juillet 1933 : « Par millions se comptent les adhérents des organisations sportives patronales, religieuses, militaires, scolaires. (...). Le capitalisme a fait du sport un de ses grands appareils (...) » d'encadrement et de militarisation de la Jeunesse. « En réalité la Bourgeoisie a pour objectif primordial l'exaltation du chauvinisme ! L'apprentissage de la discipline, pour mieux exploiter la jeunesse à l'usine ou dans une guerre future. »
Le but que s'assigne le Sport rouge est tout autre. Marcel Cachin ne développe pas mais Georges Marrane avait synthétisé, lors de la première remise des Prix aux vainqueurs du Grand Prix cycliste : « Cette épreuve a montré que les ouvriers peuvent et savent s'organiser eux-mêmes, dans la discipline et l'ordre, pour manifester la puissance du prolétariat révolutionnaire » (...) et (retour à Cachin) « enlever la jeunesse de la propagande du Capital, empoisonneuse des consciences. » C'est le but des Spartakiades internationales organisées par l'Internationale rouge sportive. Lorsque Paul Vaillant-Couturier, donne le départ du 1er premier Grand Prix, un matin d'avril 1927, c'est en chantant L'Internationale qu'auraient été donnés les premiers coups de pédale des 1 500 participants, une « Internationale rythmée par la belle détente musclée des bielles de trois mille jambes ».

### Le rôle de la Fédération sportive du travail, puis de la Fédération sportive et gymnique du travail
Si l'organisation financière relève du journal L'Humanité, l'organisation sportive relève de la Fédération sportive du travail, qui en décembre 1934, fusionnant avec l'USSGT, se transforme en Fédération sportive et gymnique du travail. La Fédération sportive du travail ne compte en 1933, selon ses propres textes que 15 000 adhérents. C'est évidemment peu, mais les compétitions qu'elle organise rassemblent une participation sportive bien supérieure à ces chiffres. Ainsi le Grand Prix cycliste de L'Humanité, dont les organisateurs doivent chaque année prévoir des épreuves éliminatoires, puis des demi-finales plus nombreuses que l'année antérieure. En 1934, par exemple, les 335 participants à l'épreuve finale représentent 50 % des demi-finalistes, eux-mêmes issus de quatre éliminatoires. Les éditions des années 1937 à 1939, qui ouvrent plus de places aux provinciaux, font que le Grand Prix de L'Humanité, qui se dispute en deux étapes à partir de 1937, ajoute aux éliminatoires de la région parisienne (3 000 candidats en 1937 pour environ 200 places), des éliminatoires en province : Reims, Grenoble, Tours, Lyon, Le Mans. Le journal note des candidatures venant d'Algérie. Ce sont les comités départementaux ou les clubs locaux de la FSGT qui organisent ces courses. Pour l'épreuve disputée à Tours, c'est « le jeune club sportif de Saint-Pierre-des-Corps », qui est chargé du déroulement pratique de l'épreuve. Cependant, le Grand Prix cycliste de L'Humanité n'est pas une épreuve FSGT. La moitié des places en finale sont réservées aux « indépendants » ou à des coureurs de l'UVF.
Pour ce qui est du sport cycliste travailliste, dès les débuts de la période couverte par cet article, il existe un calendrier de courses FSGT qui n'a rien à envier à celui des courses de l'Union vélocipédique de France (UVF), dont la Fédération française de cyclisme prend le relais le 20 décembre 1940). Aux courses en circuit s'ajoutent des classiques, telles Paris-Lille, Paris-Troyes, Paris-Roubaix, Paris-Chartres. La fédération travailliste acquiert une expérience en matière d'organisation, et une visibilité, qui se prolonge après la Libération. Quant aux coureurs cyclistes licenciés à la FSGT, certains y font leurs débuts puis rallient les rangs de la FFC, pour poursuivre une carrière professionnelle D'autres sont d'anciens coureurs qui trouvent en la Fédération travailliste une possibilité de continuer la pratique du vélo à un niveau national. Quand les organisateurs de la Course de la Paix font appel, en 1949 pour la seconde édition de leur compétition, à des coureurs français, pour la rendre plus internationale, la section cycliste de la FSGT met sur pieds pas moins de trois équipes, dont l'une enlève le Challenge collectif. Cette participation de la FSGT se clôt en 1953, année où l'un de ses coureurs se classe parmi les dix premiers de l'épreuve.

### Les années 1945 à 1960
La compétition n'est pas organisée de 1940 à 1944. D'une part le journal est interdit, d'autre part la priorité, pour les militants sportifs réside ailleurs : ils s'engagent dans le combat contre l'occupant, et le régime de Vichy. Le secrétaire général de la FSGT, Auguste Delaune, dirigeant clandestin du Parti communiste en Bretagne et Normandie est tué en septembre 1943. Les rédacteurs de la rubrique sportive de L'Humanité, Pierre Mars, Robert Mension, sont également engagés dans la Résistance. Mais dès l'hiver 1944-45, les épreuves sportives organisées par L'Humanité renaissent. Le 18 février 1945 a lieu le VIIIe cross de L'Humanité. Au printemps 1945, c'est au tour du Grand Prix cycliste de L'Humanité de reprendre les routes : la XIIe édition a lieu le 17 juin.
Cependant la participation de L'Humanité à l'organisation d'épreuves cyclistes se diversifie : après 1953 L'Humanité reprend une compétition cycliste jusqu'alors organisée par le quotidien du soir Ce soir : le Circuit des Boucles de la Seine, réservé aux coureurs professionnels. En cela, le quotidien rompt avec la politique de soutien au seul sport « travailliste ».
Le Grand Prix cycliste perdure. Il retrouve une notoriété certaine à partir du début des années 1960 grâce à la participation de coureurs cyclistes de renom, venus des pays de l'Est européen, certains achevant tout juste la Course de la Paix.

### Avec les coureurs de la Course de la Paix

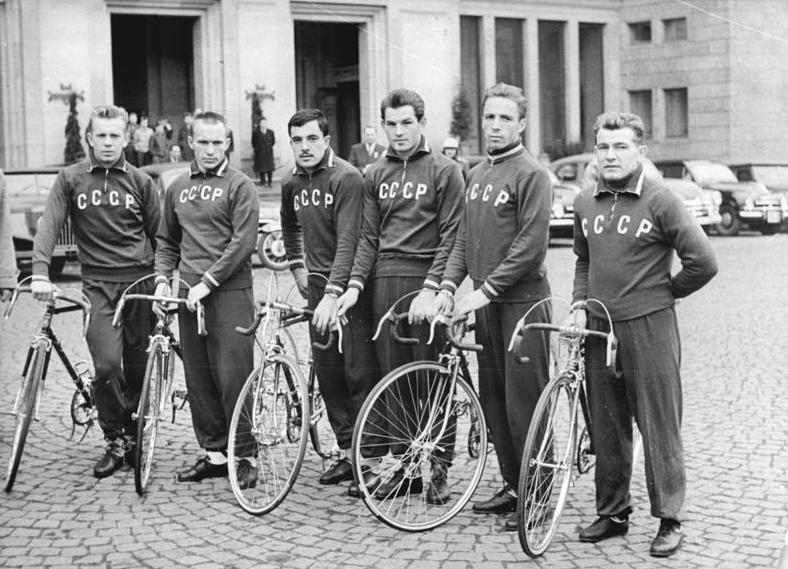
L'équipe d'URSS participant à la Course de la Paix en 1960 compte deux des vainqueurs soviétiques du Grand Prix de L'Humanité: brun et moustachu, Gainan Saidschushin, 3e à gauche, vainqueur en 1965 et 1967, Mikhaïl Kurbatov, 1er à partir de la droite, vainqueur en 1961.

Trois vainqueurs de celle-ci figurent au palmarès du Grand Prix : le Soviétique Gainan Saidschushin, le Tchèque Jan Smolik et l'Allemand de la RDA Axel Peschel. Même si ces victoires ne sont pas reconnues par l'Union cycliste internationale, ni enregistrées par l'establishment médiatique du cyclisme, elles n'en existent pas moins du point de vue sportif : les rivalités entre les nations de l'est de l'Europe rendaient la course très animée et crédibilisaient les résultats. Face à ces coureurs de niveau international, il était difficile aux coureurs cyclistes de la FSGT de faire le poids. Cela se traduit au palmarès par une mainmise totale à partir de 1960 des coureurs de l'Est. L'année 1975 était la première après 16 ans de victoires des champions de l'Est, où un Français l'emportait. Alors licencié à la FSGT, Jean-Pierre Boulard était un coureur de haut niveau. En 1968, il avait remporté le Tour de l'Avenir.
En 1977, le Grand Prix cycliste de L'Humanité effectue une sorte de retour à ses sources : il se dispute encore par étapes mais les concurrents relèvent tous de la FSGT. En 1978, il est ouvert aux coureurs licenciés à la Fédération française de cyclisme, comme à ceux de la FSGT. Les pays de l'Est font leur retour (URSS, Pologne, RDA) mais c'est le Français Patrice Thévenard qui l'emporte. L'année suivante se court la dernière édition. Le vainqueur est originaire de la République démocratique allemande. Il triomphe devant deux coureurs soviétiques. Le Grand Prix cycliste de L'Humanité renvoie l'image du cyclisme amateur de l'époque. L'épreuve sur route s'arrête avec cette édition.

## Liste des éditions

### 1927-1936

#### Origines et débuts difficiles
Les deux premières années, le parcours de la course a été Rouen-Paris, long de 130 km. En fait, le parcours officiel de la course est Rouen-Clichy, mais la course se termine à Bezons, alors en Seine-et-Oise, et les coureurs parcourent le trajet neutralisé entre Bezons et Clichy en défilé. Les municipalités de Bezons et de Clichy sont gérées par des élus communistes. L'Humanité du 3 avril 1927 précise : « Les ouvriers, les sportifs de la banlieue rouge, ceux de la Garenne, de Courbevoie et d'Asnières auront à cœur d'acclamer les athlètes. » Il semble que ce fut le cas. Le 5 avril, au pas révolutionnaire (dixit le journaliste de la rubrique sportive du journal) la fanfare de Clichy jouant L'Internationale, et des militants munis de drapeaux rouges encadrés par un martial service d'ordre, escortent « d'une ville rouge à l'autre », les participants jusqu'à la mairie de Clichy où le maire Charles Auffray les accueille d'un discours, ponctué par les slogans de la foule : « Les Soviets, les soviets ! »
- 3 avril 1927 : le départ de la course, à Rouen, est donné par Paul Vaillant-Couturier, le rédacteur en chef de L'Humanité, qui suit ensuite le premier groupe de coureurs dans la première voiture. 1 700 concurrents sont inscrits répartis en trois groupes : 580 « indépendants séniors », 720 « indépendants juniors » et 400 « FST ». Les chiffres parlent d'eux-mêmes : le Grand Prix cycliste de L'Humanité rassemble bien au-delà du cercle des cyclos adhérents de la Fédération sportive du travail.
  - Itinéraire : Rouen - Paris. Trajet réel : Sotteville-lès-Rouen (Seine-Maritime)- Clichy-la-Garenne (Hauts-de-Seine), mais la prise des temps de parcours et les classements ont lieu à Bezons (Val-d'Oise). Ravitaillement et contrôle fixe à Vernon (Eure), contrôle fixe à Poissy (Yvelines), parcours neutralisé de Bezons à Clichy.
  - Remise des prix le 9 avril à Clichy : spectacle artistique, présentation du film de la course Paris-Rouen, allocutions de Charles Auffray, député-maire de Clichy, Georges Marrane, administrateur-délégué de l'Humanité, Naze, du bureau de la Fédération sportive du travail (FST).
  - Gabriel Balay, le vainqueur est issu d'un club de la FST[21].
  - Arrivé 4e de ce premier Grand Prix cycliste, le coureur Henri Segard (du CS FST Paris 15e) devient par la suite dirigeant de la commission centrale « Cyclisme » de la Fédération sportive et gymnique du travail[22] et un des acteurs de l'organisation du Grand Prix de L'Humanité.
- 1er avril 1928 : deuxième Grand Prix, sous le même parcours « générique » Paris-Rouen. L'itinéraire est sensiblement différent : de Louviers (Eure), la course passe à Évreux (Eure) où se tient le contrôle et le ravitaillement. Elle rejoint ensuite la vallée de la Seine à Bonnières. 210 concurrents dont la majorité sont originaires de l'Île-de-France.
  - Organisation de deux demi-finales le 25 mars : toutes deux se déroulent selon le trajet Ivry-sur-Seine - Saint-Denis, en prenant le chemin des écoliers : Choisy-le-Roi, Corbeil, Lagny, Gonesse[23].
  - Le Grand Prix cycliste ayant lieu pendant la campagne électorale des législatives de 1928, il ne semble pas qu'il y ait eu de remise séparée des prix gagnés.
  - Le vainqueur Maurice Kropp est issu du club FST, l'US Ivry[24].
- 1929 : toutes les épreuves préliminaires au troisième Grand Prix ont lieu entre le 17 mars et le 29 mars (un circuit à Achères, petite ville de grande banlieue, un circuit en Vallée de Chevreuse, et deux autres épreuves éliminatoires en province : une à Lyon, une à Reims). Mais, pour des raisons que le journal ne donne pas, le ministre de l'Intérieur André Tardieu interdit tout rassemblement cycliste sur l'itinéraire prévu. L'Humanité n'annonce l'interdiction que le 22 avril. Or depuis la fin du mois de mars, cette interdiction semblait prévisible. Dans un contexte qui ressort de l'histoire du Parti communiste français, arrestation de Paul Vaillant-Couturier le 26 mars, puis le dimanche 29 mars, intervention de la police lors d'une réunion des communistes de la région parisienne qui tenaient Congrès, à Clichy, dissolution de l'assemblée et arrestation d'une centaine de délégués, le Grand Prix cycliste, dont l'organisation nécessite des rapports avec les services de police, devient secondaire. Cependant lorsque le journal procède les années suivantes à la numérotation des éditions, elle considère l'édition de 1929 comme ayant eu lieu.
- Pour les mêmes raisons, en 1930 et 1931, le Grand Prix n'est pas organisé. Aux relations conflictuelles du PCF avec l'État et les forces de l'ordre, s'ajoutent les difficultés internes de ce parti[25]. Le maire de Clichy rompt avec le PCF, tandis que Jean Garchery, président de la Fédération sportive du travail, en est exclu.
- 18 septembre 1932 : quatrième Grand Prix, dans le cadre de la Fête de l'Humanité, qui se tient à Garches (Hauts-de-Seine).
  - le parcours consiste en un circuit de 130 km en région parisienne. Le départ est donné par le député d'Argenteuil Gabriel Péri à Marnes-la-Coquette. Les 300 compétiteurs passent à Mantes, Pontoise, Conflans-Sainte-Honorine, Saint-Germain-en-Laye, Louveciennes. Le meilleur temps et la victoire reviennent à un coureur « indépendant ».
  - Le même jour que ce dimanche de reprise du Grand Prix cycliste de L'Humanité, a lieu la première édition du Grand Prix des Nations, appelé à devenir une épreuve illustre. Si la fête de L'Humanité et le Grand Prix de celle-ci occupent trois colonnes du journal le 19 septembre 1932, Maurice Archambaud a également place en « une » du journal.
- 2 juillet 1933 : cinquième Grand Prix cycliste. Il se déroule dans le cadre militant de la Journée internationale du Sport rouge. Le titre de L'Humanité, le 3 juillet est d'évidence: Le Grand Prix cycliste de L'Humanité, (est) une puissante manifestation du Sport rouge.. Le directeur du quotidien, Marcel Cachin, commente lui-même, non la course « profane qu'il est en la matière », mais l'ampleur du succès.
  - Au point de vue technique, la distance de l'épreuve est augmentée de 30 km, sur un parcours qui reste dans les limites de l'Île-de-France, excepté le passage à Chantilly (Oise). Le départ est donné à Maisons-Alfort, par le maire d'Alfortville Marcel Capron. Outre Marcel Cachin, sont présents le rédacteur en chef du journal communiste, Paul Vaillant-Couturier, et d'autres membres de la direction du PCF, tel André Ferrat. Les 300 athlètes prennent le départ en reprenant le mot d'ordre : « Pour Cachin, pour L'Huma, Sport rouge ! ». La boucle[26] qu'ils parcourent les mène à Saint-Denis, au vélodrome de la ville où se déroule, en attendant les coureurs, une compétition sur piste.
  - 330 coureurs, issus de quatre épreuves qualificatives prennent le départ Le vainqueur est un cycliste de la région lyonnaise de la FST. Il triomphe « en solitaire », bien que le mot soit inadéquat. En effet « une double haie de prolétaires acclament le petit coureur lyonnais », qui entre dans le vélodrome de Saint-Denis, « sous les accents de L'Internationale, chantée par les 3 000 spectateurs de la réunion sur piste »[27] La « une » de L'Humanité du lendemain consacre trois colonnes (sur sept) au Grand prix de L'Humanité tandis qu'une petite photo, en milieu de colonne sept signale que la cinquième étape du Tour de France est passé au col de la Faucille dans le Jura[28].
- 1er juillet 1934 : sixième Grand Prix cycliste de L'Humanité, après plusieurs éliminatoires étalés sur six semaines, quatre en région parisienne, d'autres en province, dont le nombre traduit l'ampleur du nombre des candidats (en matière cyclo-sportive, bien avant les grandes randonnées du type la « Louison Bobet », ou « l'étape du Tour », L'Humanité semble bien précurseur, avant même l'essor du Front populaire). 314 coureurs qui se sont rassemblés à Alfortville, « cité rouge » dirigée par Marcel Capron, puis qui ont gagné Boissy-St-Léger, « en ordre parfait », prennent le départ, « au passage à niveau de Bonneuil, limite de Seine-et-Oise ».
  - L'itinéraire est sensiblement le même qu'en 1933. La voiture de L'Humanité est là, mais une précision dénote les changements politiques en cours[29]. Auparavant qualifié par certains journalistes de la rubrique sportive de Foire aux muscles, de « Tour de la Mrs de la Mercante »[30], le Tour de France retient l'attention : la voiture de L'Humanité est celle « qui va nous conduire demain au Tour de France ».
  - La course longue de 160 km est remportée par le coureur de l'UVF (Union vélocipédique de France) Lucien Berthelot, détaché, suivi par un autre coureur de l'UVF, le « courageux Robert Oubron »[31]. Le premier coureur de la FST est troisième.
  - Le 3 juillet un article de Robert Mension, en page sportive, annonce le prochain Congrès de la FST et promeut l'unité des fédérations travaillistes : « La voie de la Fédération sportive unique révolutionnaire(...) est le problème vital pour le mouvement sportif ouvrier ».

#### L'embellie du sport loisir
A La Courneuve, sous la verdure et les drapeaux rouges,, tel est le sous-titre de L'Humanité, au lendemain du 2 juin 1935. Mais cela ne vient que sous un six colonnes: Le Front populaire a triomphé. Le triomphe dont il s'agit, c'est le succès du PCF aux élections du conseil général du département de la Seine. Douze élus au premier tour, quinze élus au second. Un an plus tard, c'est Georges Marrane, maire d'Ivry et président de la Fédération sportive et gymnique du travail, après l'avoir été pour la Fédération sportive du travail, qui est élu à la présidence de ce conseil général. La « banlieue rouge » devient réalité politique. De 1935 à 1939, le Grand Prix cycliste de L'Humanité, déplace sportifs et foules. C'est vers cette époque qu'est mis en montage, pour des projections populaires, un film intitulé : Le 9e Grand prix cycliste de L'Humanité.
- 1er juin 1935 : septième Grand Prix de L'Humanité : l'innovation de cette édition tient en la reprise de l'idée de départ, joindre une fête au déroulement du Grand Prix cycliste. Pour des raisons diverses, le mois de septembre, dont un des premiers dimanches est dévolu à la Fête de L'Humanité, ne convient pas tout à fait. Le calendrier cycliste pour les amateurs comme pour les professionnels ne correspond pas au calendrier des vacances. L'organisation des éliminatoires, des demi-finales, nécessite du temps, des hommes pour préparer, encadrer, baliser. C'est donc au mois de juin que cette fête a lieu autour du Grand Prix. Le Parc des sports de La Courneuve en est le cadre. Y a-t-il les 60 000 « travailleurs parisiens » annoncés par le journal ? D'autant que le temps est pluvieux. Sûrement un objet était au-dessus des têtes ; un gigantesque ballon gonflable portant le nom du « journal de Jean Jaurès ».
  - À l'image du Parti communiste, le Grand Prix se nationalise. L'itinéraire consiste en une ville à ville, Troyes-Paris. La distance à parcourir s'allonge encore et atteint 195 km. 207 coureurs sont au départ, 80 figurent au classement de l'arrivée. L'organisation est rigoureuse : le coureur arrivé second derrière le vainqueur Alphonse Decru[33] est déclassé pour avoir indûment changé de roue !
  - Devenu symbole de la réussite politique du Parti communiste, le Grand Prix permet de rassembler la foule. Fête, oui, mais FSGT et PC lui donne sens : un meeting atteint tout ce monde. À La Courneuve cet après-midi du 2 juin, les orateurs exaltent le Front populaire, l'unité sportive internationale. Réputé austère, mais chargé de la Jeunesse, André Marty, est parmi les orateurs, qui sont Marcel Cachin, pour L'Humanité et Auguste Delaune pour le mouvement sportif.
- 31 mai 1936 : huitième Grand Prix cycliste de L'Humanité[34]. Les élections du 5 mai 1936 ont donné une majorité parlementaire aux partis du Front populaire, la France ouvrière est en grève massivement depuis le 26 mai, le gouvernement Léon Blum n'est pas encore formé. Dans cet « entre deux », la course cycliste se déroule. Pendant que se tient salle Huyghens, à Paris, le XXXIIIe Congrès de Parti socialiste SFIO, L'Humanité de ce 31 mai titre sur six colonnes : « En masse à La Courneuve, à la fête du Grand Prix cycliste de L'Humanité ». Marcel Cachin, devant « une foule immense », expose le projet communiste réclamant « un milliard pour le sport ». Au milieu des démonstrations des gymnastes, alors que dans les airs se déroulent des démonstrations de planeurs, organisées par les sociétés de l'aviation populaire, avec des baptêmes de l'air pour les quelque 1300 participants (l'aéroport du Bourget est à deux pas), les coureurs arrivent, les deux premiers, détachés, se disputant le sprint final sur la dernière ligne droite du Parc. Marcel Cachin a fini son discours par un vibrant appel « pour le sport populaire groupant la jeunesse française des travailleurs réconciliés ». Auguste Delaune lui succède, en s'élevant contre la participation des athlètes de la « France républicaine aux Jeux olympiques hitlériens de Berlin ».
  - 300 coureurs, sortis de 3 000 participants des éliminatoires dans quinze régions de France, prennent le départ de cette « finale ». Le départ est donné à 12 h, à Rouen (en réalité au Petit-Quevilly) pour une course qui atteint les 200 km. L'itinéraire passe par Elbeuf, km 33 ; Le Neubourg, km 68 ; Évreux, km 92 ; Bonnières, km 123; Meulan ; Pontoise, km 167 ; Cormeilles-en-Parisis, km 177 ; Bezons, Argenteuil, Saint-Denis, La Courneuve. 2 contrôles fixes à Évreux et Bezons, 2 contrôles volants, à Louviers et Pontoise, ravitaillement à Mantes. Le journal du lundi 1er juin publie une liste de 130 coureurs classés, suivie d'un « etc »...

### Le Grand Prix cycliste de L'Humanité, course à étapes, 1937-1939

#### 12-13 juin 1937,9eGrand Prix cycliste de L'Humanité
- Ce neuvième Grand Prix bénéficie d'une aura historique due au fait qu'un court-métrage de 13 minutes a été réalisé à son sujet[35]. Oublié, ce petit film a trouvé une seconde jeunesse en 2006 année commémorative du soixante-dixième anniversaire du Front populaire en France[36]. En 1937, le court-métrage, monté rapidement, figure au programme de l'animation gratuite organisée au soir de chaque étape du Tour de France, par l'équipe des journalistes qui suivent le Tour pour le journal communiste, Pierre Mars et René Thuillier[37].
- Une de L'Humanité le lundi 14 juin 1937, sur deux colonnes : « 60 000 spectateurs acclament à La Courneuve l'arrivée du 9e Grand Prix cycliste ». Le vainqueur Candoni qui « enlève magistralement l'épreuve » est en photo gros plan, tandis que la victoire de Georges Speicher au championnat de France est traitée de façon minimaliste.
- Les éliminatoires: comme les années antérieures, la participation au Grand Prix se déroule en plusieurs temps, celui des courses éliminatoires, celui de la « finale ».
  - Les éliminatoires en province ont lieu le 30 mai 1937 pour cinq régions : à Lyon-Villeurbane, 140 coureurs; à Reims, 75 coureurs ; à Grenoble, 80 coureurs ; à Tours-Saint-Pierre-des-Corps ; au Mans. Il semble en fait que ces éliminatoires soient des « mini-Grands-Prix » décentralisés, car très peu de provinciaux se retrouvent sur la liste des participants à la finale.
  - Les éliminatoires de la région parisienne, au nombre de quatre, ont lieu le 5 juin. Selon L'Humanité, 2 000 concurrents ont cherché leur qualification.
- Le Grand Prix se court en 2 étapes :
  - samedi 12 juin, Le Havre-Rouen, 125 km : départ donné « à l'octroi de Ste-Adresse », à 13 h 35 par le rédacteur en chef adjoint de L'Humanité Pierre-Laurent Darnar. Auparavant, les coureurs sont arrivés de Paris par train spécial affrété à la gare de Paris-Saint-Lazare. Ils sont 258 à s'être qualifiés. Le parcours les mènent réellement au Petit-Quevilly, en passant par Octeville, Étretat, Yport, Fécamp, Yvetot, Barentin, Maromme, Rouen. Le soir à Rouen, un meeting est organisé en présence du rédacteur en chef, Paul Vaillant-Couturier.
  - dimanche 13 juin, seconde étape : Rouen-Paris, 170 km. Le parcours reprend la classique des années antérieures, mais il est en son début considérablement allongé, puisqu'il s'oriente vers Évreux, où il passe, avant de virer de cap sur Pacy-sur-Eure, Bonnières, Mantes, Pontoise et Paris, (plus exactement La Courneuve).
- Le meeting de La Courneuve : deux orateurs sont annoncés par les placards publiés dans le quotidien, Marcel Cachin et Paul Vaillant-Couturier. L'orateur de la FSGT est André Deschamps. Les baptêmes de l'air sont reconduits.

#### 10eGrand Prix de L'Humanité, les 11 et 12 juin 1938
- Parcours Le Havre-Rouen Paris, 175 et 170 km.
- Vandevelde, le vainqueur est originaire de Lens, c'est le premier provincial à remporter le Grand Prix cycliste de L'Humanité. Sa victoire s'est jouée dans la première étape, sur un secteur pavé, genre d'exercice « que le nordiste connaît bien. Vandevelde a, notamment, distancé Émile Idée », note L'Humanité.
- 250 concurrents étaient au départ, 173 sont classés le premier jour. Le classement général final nomme 92 coureurs. Le temps du dernier arrivant est de 12 h 33 min 45 s, soit plus de 2 heures (en temps cumulé sur les 2 étapes) que celui du vainqueur.
- Fête et meeting au Parc des sports de La Courneuve. Georges Cogniot, successeur de Vaillant-Couturier à la rédaction en chef du journal est le troisième orateur, Marcel Cachin tenant toujours le premier la parole. Auguste Delaune représente la FSGT. Le compte-rendu de l'Humanité note parmi les personnalités présentes à l'arrivée le député d'Aubervilliers Charles Tillon et celui de Bobigny, Gaston Monmousseau.
- La partie spectacle comprend boxe, athlétisme, et deux combats de catch. Un des animateurs d'une course au trésor est l'humoriste Pierre Dac

#### 11eGrand Prix de L'Humanité, 10-11 juin 1939
- La course demeure sur deux étapes: Le Havre-Dieppe-Rouen, 200 km, en première étape, Rouen-Paris, 175 km. L'allongement de la distance tend à aligner le Grand Prix cycliste de L'Humanité sur les normes de l'UVF.
- 185 coureurs sont au départ du Havre: 88 proviennent des différents éliminatoires de province, au nombre de 17. Ce seul chiffre atteste de l'audience nationale du Grand Prix. La FSGT de la Région parisienne envoie 51 coureurs, dont 16 seulement des clubs de Paris intra-muros. Principalement des 11e, 12e et 19e arrondissements. Ce sont donc des clubs de la banlieue que proviennent 35 coureurs. Quelques clubs émergent par la quantité : Le Blanc-Mesnil, Drancy, Alfortville, Suresnes.
- 45 coureurs appartiennent à la catégorie « indépendants » : de fait, le nom des clubs cités énonce des coureurs licenciés à l'UVF : V.S St-Denis, V.C. Croix-de-Berny, Cachan Sportif. Certains clubs, désignés uniquement par des initiales ne permettent pas d'évaluer Paris ou banlieue. Un nom connu dans la liste, le coureur Kléber Piot.
- Les deux orateurs politiques sont les mêmes qu'en 1938. La partie artistique tend à l'emporter dans la grande fête champêtre sur les démonstrations sportives. Au programme, Damia, les clowns Fratellini, l'orchestre Lecuana cuban Boys. Une parade gymnique des Red Stars Girls de Montreuil figure au programme, avec aussi la fanfare Le réveil de Stains. Un feu d'artifice clôt le spectacle de soirée donné par les Frères Marc, « duettistes des cabarets parisiens ». L'un de deux est connu plus tard sous le nom de Francis Lemarque. Personne ne sait évidemment encore que cette fête populaire est l'une des dernières avant cinq années et que la fête de l'Humanité prévue à Garches début septembre 1939 n'aura pas lieu[38].
- Le vainqueur Roger Pujol[39] appartient à l'AS XVIIIe de l'Union vélocipédique de France (UVF), le second est également de l'UVF (VC St-Denis). La FSGT est représentée par le troisième de la course, Paul Legrand du RSCO Montreuil. Parmi les dix premiers, trois coureurs de la FSGT. Le classement général final publié par L'Humanité nomme 47 noms. La pluie et plus certainement la distance ont eu raison de 3/4 des partants.

### 1945-1960

#### La reprise de la course: le12eGrand Prix, 17 juin 1945
- Le 12e Grand Prix de L'Humanité, est organisé le 17 juin[40], sous la forme d'une course classique de 170 km en circuit autour de Paris. L'Almanach de L'Humanité, millésimé « 1946 »[41] liste et date la reprise des épreuves sportives, « sponsorisées »[42] par L'Humanité au cours de l'année 1945, avec la FSGT reconstituée :
  - 18 février 1945, huitième Cross de L'Humanité, marqué par la victoire du champion français Raphaël Pujazon
  - 20-21 mai 1945, Marche la plus longue de l'année, « le circuit des villes martyres ».
  - 5 juin 1945, Marche des garçons de café dans Paris.
  - 17 juin, douzième Grand Prix cycliste de L'Humanité.
  - 5 août, Circuit de L'Humanité, épreuve internationale pour les cyclistes professionnels, remporté par Joseph Tacca.
  - 14-15 août 1945 : au bois de Vincennes, à Paris, Concours populaire de boules lyonnaises.
  - 5 octobre, parcours Bastille-Nation, Grand Prix de la marche de L'Humanité.
  - 9 décembre 1945, Cyclo-cross de la Butte-Montmartre, remporté, chez les « As » par Roger Piel.
- Le Grand prix cycliste est organisé selon la méthode d’éliminatoires régionaux qui avait cours jusqu'en 1939. Entre le 18 mars 1945 et le 3 juin 1945, dix-huit courses éliminatoires ont lieu[43]. Outre Paris et sa région où ont lieu deux éliminatoires, la liste montre la portée nationale du Grand Prix, et un véritable effort de régionalisation de la FSGT. Le sud du territoire est plus représenté que le nord et l'Est, mais il faut contextualiser le sport dans les événements. En mars 1945, la guerre n'est pas terminée, certains points du territoire français sont occupés par les Allemands, retranchés dans les poches de l'Atlantique, et les régions du Nord-Pas-de-Calais et d'Alsace-Lorraine ont subi une occupation particulièrement lourde, longue, peu propices ni aux militants de la FSGT, ni à une réorganisation rapide. Les éliminatoires provinciaux débutent le 8 avril à Perpignan et s'égrènent en avril et mai à Lyon, Alès-Montpellier, Saint-Étienne, Marseille, Toulouse, Nice, Troyes, Montargis, Dijon, Le Relecq (non loin de Brest en ruines), Pau, Mantes. La dernière fournée du 3 juin a lieu à Amiens, Lille, et Bordeaux.
- Par rapport à l'avant-guerre, une différence majeure marque cette première édition du Grand Prix du temps de la paix revenue. La fête populaire de la banlieue qui accueillait les coureurs et était le point d'orgue de la course, cède la place à l'arrivée au Parc des Princes dans le cadre d'une Journée du cyclisme, où une réunion d'attente se déroule avec les meilleurs champions du sprint, du demi-fond, de la moto[44]. Outre la place comptée dans le journal qui ne paraît que sur deux pages (pénurie de papier oblige), l'exil de l'arrivée dans le Seizième arrondissement, la location des places pour la réunion cycliste, peu de points communs unissent l'avant et l'après-guerre. Bien des choses rappellent que la paix (en Europe) n'a qu'un mois, que la Reconstruction ne fait que commencer (et la banlieue parisienne industrielle avec ses voies SNCF a été copieusement bombardée). L'annonce du Grand Prix de l'Humanité voisine avec celle de l'exposition au Grand-Palais de Paris où une foule muette d'horreur se presse à l'Exposition des crimes hitlériens.
- Quoi qu'il en soit le départ a lieu à 12 heures au Pont de Saint-Cloud pour une route qui fait boucle autour de Paris : la course file plein-ouest sur Versailles, puis elle pique vers le sud par Villacoublay, La Croix-de-Berny, Choisy-le-Roi, Bonneuil, et de Pontault-Combault au sud-est, s'oriente au nord à travers la Brie, jusqu'à Lagny où la cap est mis vers Livry-Gargan, Bobigny, La Courneuve, Saint-Denis, il est 15 heures, mais on ne s'y arrête pas... L'itinéraire écolier pour rallier le Parc-des-Princes mène à Argenteuil, Enghien avant de frayer dans la grande banlieue ouest sa route, par Sartrouville, Le Vésinet, Marly-le-Roi, Versailles où il est 16 heures environ, Ville-d'Avray, Boulogne. L'arrivée du vainqueur a lieu après 4 h 28 min de course[45].
- 150 jeunes cyclistes qualifiés parmi des milliers d'amateurs français disputent autour de Paris le douzième Grand Prix cycliste de L'Humanité, est-il écrit. Il semble cependant[46] qu'il y eut 98 partants et 54 classés. Le vainqueur, Marcel Waterschott, issu d'un club de la banlieue parisienne, Créteil devance un marseillais, et un autre banlieusard (Le Stade de l'Est rayonnant autour de Pavillons-sous-Bois)[47].!

#### De 1946 à 1948, une course nationale
En 1946 le Grand Prix cycliste de L'Humanité reprend la forme d'une course disputée en plusieurs étapes. Ses organisateurs toutefois le différencie du Grand Prix du Front populaire en le mutant hors des routes du « Circuit rouge », à l'exception de ses derniers kilomètres. Son caractère parisien et banlieusard, son arrivée à La Courneuve, au milieu des guinguettes de stands éphémères survolées par les avions de « L'Aviation populaire », qui depuis les pistes du Bourget accueillaient les candidats au baptême de l'air, tout cela cède la place à une course d'ambition nationale. Le parcours change à chaque édition, dans le but probable pour L'Humanité d'atteindre un lectorat de province autre que celui de la Haute-Normandie d'avant-guerre. Épreuve sportive, le Grand Prix cycliste est aussi l'ambassadeur d'un journal dont les ventes atteignent en 1945 une moyenne journalière de 420 000 exemplaires et dont l'éditeur est un parti qui recueillant près de 30 % des suffrages aux élections et dont le secrétaire général est vice-président du Conseil jusqu'en mai 1947.

##### 13eGrand Prix de L'Humanité: 22-23 juin 1946
Le treizième Grand-Prix est couru en deux étapes, sur un parcours total de 378 km, et il emprunte des routes inédites. La première étape est disputée entre Nantes et Le Mans. La deuxième étape permet aux concurrents de rejoindre Paris, par Épernon. C'est sur la piste du Parc des Princes qu'a lieu l'arrivée.
L'étape Nantes-Le Mans est remportée par René Cador, coureur originaire de St-Étienne, âgé de 23 ans. Il triomphe au sprint de Jean Lauk, seul parisien à s'être mis en évidence. Le troisième est Maurice Miel, « un jeune provincial de 20 ans », de l'US de Cosne-sur-Loire.
La seconde étape est remportée par le « béarnais Autaa » qui sort de la course professionnelle Armagnac-Paris. Il triomphe au Parc des Princes de son coéquipier Lamouzy, de Pau.
La victoire finale revient à Maurice Miel, qui n'a remporté aucune étape.
« Les espoirs provinciaux supérieurs à ceux de Paris », titre Miroir Sprint, qui note le succès de la réunion préparatoire organisée au Parc des Princes. Les poursuiteurs et sprinters italiens triomphent sous les yeux du président de la Fédération française de cyclisme (FFC), Achille Joinard. Pas un seul mot journalistique ne signale la FSGT.

##### Le14eGrand Prix de L'Humanité, 20 au 22 juin 1947
La finale du quatorzième Grand Prix cycliste de L'Humanité se déroule en trois étapes sur le parcours Strasbourg-Paris, d'une distance totale de 565 km Les arrivées intermédiaires sont à Nancy, où le coureur Micheau gagne l'étape, et à Troyes, où le vainqueur est Verhoest.
Le vainqueur est licencié à l'Étoile cycliste de Lille. Il triomphe au cours de la dernière étape, Troyes-Paris (arrivée à la Cipale, dans le bois de Vincennes), mais la lecture des comptes-rendus de la course fait apparaître des ententes plus ou moins licites entre concurrents. Le journaliste de Miroir Sprint écrit même le mot « trahison » pour expliquer les défaites de Micheau d'une part et de Robert Renoncé d'autre part, qui échoue à prendre la première place en raison « qu'un de ses complices ne joua pas le jeu » et ramenait le peloton alors qu'il s'était échappé dans la dernière étape. On semble loin de l'esprit de la course des années 1930.

##### 15eGrand Prix Cycliste, du 15 au 17 mai 1948
Considérablement avancé dans la saison cycliste puisque disputé du 15 au 17 mai, le Grand Prix de L'Humanité adopte en 1948 un nouveau parcours : Lyon-Paris.
Le vainqueur est un Lyonnais, Antoine Tarréga, qui gagne grâce à sa régularité. Waterschoot, ancien vainqueur de la course, remporte la dernière étape Auxerre-Paris, et Tarréga ne devient leader qu'au terme de la dernière étape.

#### Une course classique: 1949-1955
De 1949 à 1955, le Grand Prix de L'Humanité redevient une épreuve classique d'un jour. Peut-on dire que la forme prise par la course cycliste évolue en fonction des aléas politique du Parti communiste français, éditeur de l'Humanité ? Après deux années marquées des mouvements de grève importants et durs, au cours desquels de violents affrontements ont lieu avec les forces de l'ordre, occasionnant plusieurs morts, l'organisation de courses cyclistes relève de l'exercice difficile. Mais contrairement à la période 1929-1931, le Grand Prix cycliste de L'Humanité ne subit pas d'interruption. Il semble même retrouver une seconde jeunesse sur les routes du bassin parisien.

##### 1949: l'épanouissement des cyclistes de la Fédération sportive et gymnique du travail
Le seizième Grand Prix de L'Humanité a lieu le 12 juin 1949, sur un circuit de 195 km en région parisienne. Ce retour aux sources s'accompagne de l'émergence de coureurs issus de la FSGT, fédération sportive atypique, dont la section cycliste a accepté en mai 1949 d'envoyer plusieurs équipes participer à la toute jeune Course de la Paix, pour y représenter les couleurs françaises. Le vainqueur du Grand Prix cycliste de L'Humanité, Jacques Prax, est un des coureurs de la FSGT, spécialiste des courses « classiques » organisées par cette fédération sportive. Quatre jours avant le Grand Prix de L'Humanité, il avait remporté un Paris-Tours travailliste, le 29 mai il avait terminé deuxième d'un Paris-Roubaix FSGT. Ses deux suivants, Marcel Lemay et Jacques Alix, sont du même acabit. Marcel Lemay, second à la Cipale, lieu d'arrivée du Grand Prix de L'Humanité, termine le 5 juillet second d'un Paris-Lille FSGT puis remporte en septembre un Paris-Douai FSGT. Jacques Allix, âgé de 21 ans, remporte en cette année 1949 les deux classiques FSGT Paris-Roubaix et Paris-Lille puis en septembre un Doulaincourt-Drancy, couru en deux étapes. Marcel Lemay et Jacques Allix participent l'année suivante à la Course de la Paix.

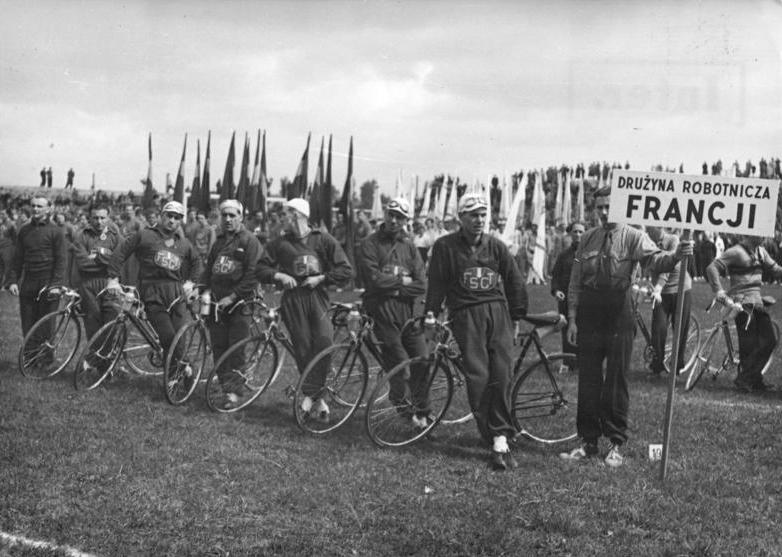
L'équipe de France cycliste de la FSGT au départ de la 3e Course de la Paix à Varsovie le 30 avril 1950. Sans qu'il soit possible de relier individuellement les noms avec les coureurs présentés ici, tous ont participé au moins une fois au Grand Prix de L'Humanité : Jacques Alix, Eugène Garnier, Maurice Herbulot, Marcel Lemay, Charles Riegert, Franck Vriet.

Le dix-septième Grand Prix de L'Humanité est disputé le 11 juin 1950, sur 182 km. Il est marqué par la victoire d'un jeune coureur anglais de valeur internationale, Dave Bedwell. Le départ est donné à Vitry-sur-Seine, municipalité ouvrière (et à direction communiste depuis 1925) de la banlieue sud de Paris. Après un vaste circuit menant les coureurs en banlieue est, puis dans la partie nord du département de Seine-et-Oise, les coureurs traversent l'ouest parisien, puis par la vallée de Chevreuse aboutissent à la piste municipale, la « Cipale » au bois de Vincennes.
Le dix-huitième Grand Prix de L'Humanité, en 1951, est remporté Georges Blum, qui avait terminé troisième de l’épreuve en 1950. Coureur depuis de longues années, licencié à l'UVF puis à la FFC, une partie de sa carrière de coureur s'est faite durant l'Occupation allemande comme pour la plupart des jeunes qui ont 20 ans en 1940. Il a rejoint la FSGT l'année précédente, à l'âge de 31 ans. Cette année 1950 l'avait vu triompher dans Paris-Lille (FSGT).
Le dix-neuvième Grand Prix cycliste a lieu le 8 juin 1952. Le vainqueur, le Français Robert Renoncé est âgé de quarante ans. Champion de France militaire en 1934, il remportait après la guerre le Tour d'Autriche (1947). Disputé en région parisienne, le Grand Prix se termine au bois de Vincennes, au terme de 167 kilomètres de course. Le bouquet du vainqueur est remis à celui-ci par Jacques de Sugny, administrateur de L'Humanité.
Le 7 juin 1953 a lieu le vingtième Grand Prix de L'Humanité. Le départ a lieu de Vitry-sur-Seine, pour un parcours qui fait une large boucle dans le Hurepoix, emprunte la route de Dampierre-en-Yvelines et les côtes bien connues des cyclistes de la vallée de Chevreuse. L'arrivée se fait comme tous les ans depuis 1946 au vélodrome de la Cipale. Malgré une course rude, la décision finale se joue entre trois hommes au sprint sur la piste du vélodrome. Troisième l'année précédente le belge Van Meenen triomphe dans « la dernière ligne droite ». Le coureur arrivé en cinquième place à la Cipale est Christian Radigon. Il sort tout juste de la Course de la Paix, où sélectionné dans l'équipe de France (FSGT) il a terminé neuvième. Il n'en faut pas moins pour qu'il soit qualifié de « vedette de la Course de la Paix ». En cette année 1953, c'est un membre éminent du Parti communiste français, Raymond Guyot, mais aussi député du secteur Seine-sud, qui remet la coupe au vainqueur, et le félicite : Van Meenen déclare qu'il vient de gagner « la plus belle course de sa carrière ».
Le millésime 1954 du Grand Prix cycliste de L'Humanité est décalé dans le temps et se déroule le 4 juillet, alors que le départ du Tour de France est en vue. Le parcours est long de 196 kilomètres et entre Vitry et la Cipale, la chaleur fait des dégâts. Le vainqueur Michel Lecointe a droit à un petit pavé en « une ». En page intérieure on apprend qu'il appartient au CO de Billancourt, qu'il est âgé de 25 ans et que c'est évidemment sa plus importante ligne de son palmarès qu'il vient d'écrire en 5 h. 22 min et 49 s.

##### 1955, la révélation d'un jeune coureur français
Sans doute le vainqueur de l'édition 1955, peut-il prononcer la même phrase que le rugueux belge. Mais Philippe Gaudrillet, n'est âgé que de 19 ans, quand il gagne le vingt-deuxième Grand Prix de L'Humanité. Natif de la banlieue sud de Paris, ayant fait ses débuts dans les clubs de la FSGT, il change de fédération sportive après son succès. En 1956, à la FFC il court pour le CV 19e. Le magazine Miroir sprint le présente parmi « les espoirs français pour Melbourne ». On sait qu'à défaut de médaille olympique, Philippe Gaudrillet est "sacré" vice-champion du monde de poursuite amateurs en 1958.

#### 1956 - 1960 retour parmi les courses à étapes
Le 23e Grand prix a lieu les 26 et 27 mai 1956. Le contexte politique fait cohabiter plusieurs événements dont la « une » de L'Humanité du lundi 28 mai rend compte. La traditionnelle « montée » au Mur des fédérés, dans le cimetière du Père Lachaize, pour commémorer la Commune de Paris occupe la moitié de la première page. Paix en Algérie ! Unité ! Unité ! est le slogan qui accompagne une photo d'un groupe de jeunes filles manifestant parmi les tombes. Algérie encore en milieu de page :  1 500 policiers et 6 000 soldats investissent la Casbah d'Alger, 4 000 arrestations. Le sport garde malgré tout un huitième de l'espace. Photo de l'équipe de Sedan, victorieuse de la Coupe de France de football et photo d'un coureur dont le torse est moulé dans un maillot blanc ou s'inscrit le nom du journal l'Humanité. Le vainqueur c'est un Parisien de Belleville, Marcel Casse. Mais c'est de Normandie que provient la photo. Le retour de la compétition sous forme de deux étapes s'est fait sur un parcours Paris (Nanterre)-Petit-Quevilly, le samedi, et Petit-Quevilly-Le Havre, le dimanche. On remarque, en pages intérieures du journal, une nouveauté : Le Grand prix de l'Humanité était patronné par les distilleries Ricard... En janvier 1956 les élections législatives ont envoyé siéger à la Chambre des députés une théorique majorité de gauche où le PCF est fort du plus grand nombre de députés. Ses élus et apparentés sont plus de 150. Deux d'entre eux, nouveaux élus, officient au Grand prix. L'un, Roger Boisseau donne le signal du départ à Nanterre. L'autre, Fernand Legagneux, procède de même au Havre le dimanche matin.
En 1957, le 24e Grand prix de l'Humanité a lieu selon le même principe : départ de Nanterre arrivée au Havre. Il se redécouvre une vocation internationale, avec la participation d'une équipe d'Allemagne de l'Ouest, d'une équipe anglaise et d'une équipe italienne.

##### 1958, entre coup d'État, Stade de Reims et Olympique de Nîmes!
Le vingt-cinquième Grand prix de l'Humanité était programmé pour le 18 mai 1958. Le plus étonnant avec cinquante ans de recul, est qu'il ait eu lieu effectivement. Depuis le 13 mai Alger est aux mains de l'Armée. Le gouvernement est en sursis et l'interprétation des événements par le PCF et une partie de la gauche, assimile le possible retour du général de Gaulle au pouvoir à un coup d'État fasciste. Vendu à la criée et au porte-à-porte, L'Humanité-Dimanche de ce 18 mai titre en lettres grasses sa première page par : De Gaulle au centre du complot contre la République. Les fascistes veulent mobiliser demain à Paris à l'occasion de la conférence de presse que l'apprenti-dictateur a prévu à proximité de l'Assemblée Nationale. Travailleurs, démocrates, républicains, Alerte ! Soyez prêt à répondre en masse à toute entreprise des factieux.
Mais en page 16 de l'hebdomadaire les sports gardent leur pleine page. La hiérarchie de la rubrique renvoie le Grand prix cycliste de l'Humanité dans la demi-page basse... mais comment faire autrement alors que la finale de la Coupe de France de football symbolise la saison 1957-1958, à quelques jours de la Coupe du Monde : La classe de Reims ou la fougue de Nîmes ?. Le terrain de football de Colombes, où sont placés le 22 protagonistes de la finale est aussi grand que la photo montrant le vainqueur de la 1re étape du GP de l'Humanité. Fontaine, égalera-t-il le record de 35 buts marqués en une saison ? L'interrogation est plus forte que la protestation face aux refus de visa dont sont victimes les coureurs cyclistes de Bulgarie, de Hongrie, de Tchécoslovaquie et de République démocratique allemande, qui étaient attendus.
Le lundi 19 mai, fait unique dans l'histoire du Grand Prix de l'Humanité, la première page du journal n'en montre rien. La Coupe de France n'est pas mieux lotie. L'urgence impose un titre grave : Pour briser le complot fasciste, pour le salut de la République, débrayez à 15 heures dans toutes les entreprises, répercute l'appel de l'Union départementale de la Seine de la CGT. Ancien briseur des grèves de 1947-1948, le socialiste Jules Moch appelle lui aussi à la mobilisation. Renvoyé à sa (juste) place, en page 11, le déroulement du Grand Prix cycliste, toujours façon normande, entre Rouen et Le Havre, livre un vainqueur (Lucien Truchot) et des perdants. Le Stade de Reims bat Nîmes, par 3 buts à 1, André Darrigade remporte la course Paris-Valenciennes et les athlètes soviétiques ont dominé les Jeux du cinquantenaire du sport travailliste français au stade Clerville d'Ivry organisés par la FSGT.

### 1960-1979 la course internationale
Classique d'un jour en 1945, course à étapes au trajet fluctuant de 1946 à 1948, course en circuit dans la région parisienne de 1949 à 1955, le Grand Prix cycliste de L'Humanité reprend le statut d'une course par étapes en deux journées en 1956, sur le trajet Paris-Rouen, et Rouen-Paris. Plus exactement la ville d'arrivée est Nanterre en banlieue ouest de Paris, municipalité à direction « rouge » depuis 1935. Les deux étapes sont longues d'environ 160 kilomètres chacune. Ainsi en 1965 le départ est donné avenue Henri-Martin, à Nanterre. Après 165 km de parcours via Le Pecq,Poissy, Mantes, Pacy-sur-Eure, Louviers, Elbeuf, Oissel, l'arrivée a lieu au Petit-Quevilly, avenue Jean-Jaurès. La seconde étape fait 160 km. Le départ se situe place de la Libération à Saint-Étienne-du-Rouvray le dimanche, et 160 km plus loin l'arrivée est jugée avenue Irène-et-Frédéric-Joliot-Curie à Nanterre, encore dans le département de la Seine, où la faculté de lettres vient d'ouvrir.
Un changement important intervient à partir de 1969. En s'appuyant sur les municipalités à direction communiste de la Haute-Normandie, le trajet Île-de-France-Normandie-Île-de-France en deux jours est abandonné pour un parcours d'une journée en Haute-Normandie, le samedi, et le classique Rouen-Paris le dimanche. Il lui est adjoint, comme beaucoup de courses à étapes, le principe d'un prologue, qui a lieu le vendredi soir en nocturne sur un circuit urbain dans la ville du Havre. Le point d'arrivée en région parisienne reste d'abord Nanterre, avant de se fixer à Argenteuil. Le parcours en Seine-Maritime bénéficie-t-il du fait que le directeur de L'Humanité, Roland Leroy, soit lui-même normand ? En fait ce n'est qu'à partir de 1974 que, député de Seine-Maritime, il succède à Étienne Fajon à la direction du journal. Les contraintes de la circulation automobile ont plus sûrement conduit à ce qui apparaît comme un retour aux sources.

#### À la course «la rouge» Normandie
Le trajet Rouen-Paris est le parcours initial de la course et Le Havre, qui a été ville départ du Grand Prix de 1937 à 1939, est une place forte du PCF, où le maire est durablement réélu à partir de 1965.
En 1965, les élections municipales font entrer dans les mairies de Haute-Normandie des municipalités à direction communiste au Petit-Quevilly, à Gonfreville-l'Orcher, à Harfleur et à Saint-Étienne-du-Rouvray. La municipalité du Havre, perdue en 1959, retrouve son maire communiste. En 1971, la ville de Dieppe fait de même, puis en 1977 la vague de l'Union de la gauche submerge le paysage politique départemental. C'est sur ce réseau que prend appui l'organisation de la course à partir de 1969.
Ainsi en 1974 et en 1975, la première étape consistait en un circuit urbain de 3,20 kilomètres, parcouru treize fois (en 1974), quinze fois (en 1975) dans la ville du Havre (Seine-Maritime), disputé en nocturne. La seconde étape était longue de 149 kilomètres et reliait les communes d'Harfleur et Saint-Étienne-du-Rouvray par une boucle passant à Bolbec, Lillebonne, Le Trait, Canteleu, Le Petit-Quevilly. Le troisième et dernière étape menait de Rouen à Argenteuil. Le choix de cette dernière ville comme point d'arrivée tient peut-être en ce que les coureurs pénètrent moins profondément dans l'agglomération parisienne. On se souvient aussi que député d'Argenteuil, Gabriel Péri avait donné le départ de la course avant 1939. La municipalité est de la couleur politique que Nanterre, et de la même strate historique d'entrée dans la ceinture rouge de Paris : 1935. Élu maire à cette date, Victor Dupouy l'est encore jusqu'en 1977.

#### Les traces du «circuit rouge»
Mais l'itinéraire n'est rien sans les spectateurs. L'organisation s'appuie sur les structures bénévoles de la FSGT, avec l'aide des services des sports de municipalités « amies ». Si le peloton ne s'ébranle plus, comme avant-guerre aux cris de « vive les soviets », les coureurs soviétiques étant là, réalité visible, et souvent vainqueur sur le vélo, il semble rester un esprit parmi les spectateurs militants, tout au moins selon les journalistes de L'Humanité.

#### Les participants
Un autre changement important intervient à partir de 1960 : c'est la diversification du peloton et l'appel fait aux coureurs des pays du bloc « socialiste » pour relancer l'intérêt de la course. La formule qui était utilisée pour le Cross de L'Humanité, faire venir sur les routes françaises des coureurs soviétiques, est hasardeuse en 1960. Les coureurs cyclistes soviétiques n'ont alors guère franchi les frontières, au-delà du rideau de fer. Il en est de même pour les coureurs cyclistes polonais, tchécoslovaques. La première édition est pourtant remportée par un coureur soviétique de faible notoriété. Au fil des années, les fédérations cyclistes soviétique, polonaise, tchécoslovaque, hongroise, et de RDA font venir sur les routes du Grand Prix de L'Humanité certains de leurs meilleurs champions. Tous ne viennent pas après avoir accompli les 2 000 kilomètres de la Course de la Paix. Mais la plupart de ceux qui se mettent en évidence ont, au moins une fois, participé à la Course des Trois capitales. De nombreux exemples peuvent illustrer cette affirmation. C'est cette compétition internationale qui vaut au Grand Prix de L'Humanité de figurer dans les annales du vélo.
Le vainqueur soviétique de l'année 1961, Mikhail Kourbatov a participé à la Course de la Paix 1960. Il la termine au vingtièmerang. Kourbatov revient en France en 1962 et se classe cinquième du Grand Prix. Son second, le polonais Henryk Kowalski a terminé deux fois la Course de la Paix.
Le vainqueur roumain des années 1962 et 1963, Gabriel Moiceanu a la trempe des « grands ». Vainqueur de quatre étapes sur la Course de la Paix, en neuf participations étalées sur treize ans, il venait de terminer sixième de la Course de la Paix, quand il remporte en 1962 sa première victoire au Grand Prix de L'Humanité. En 1963 il n'était au départ de la Course de la Paix, mais il gagne le Grand Prix. Il dispute encore une autre fois la course française en 1966 et s'y classe troisième.
En 1965, le 32e Grand Prix de L'Humanité est sous le signe de la Course de la Paix. Le Soviétique Gainan Saidschushin qui inscrit lui aussi deux fois son nom au palmarès de L'Huma', avait remporté la Course de la Paix en 1962. En 1965, il venait de terminer quatrième à Varsovie, gagnant deux étapes et le maillot violet de la combativité quand il s'impose à Paris. L'année suivante il réalise sa plus modeste prestation sur la Course de la Paix, vingt-neuvième, et ne termine que sixième le périple Paris-Rouen-Paris. En 1967, il termine dixième à Prague et premier à Paris. Il est alors âgé de 30 ans. Capitaine de route de l'équipe d'URSS, il prolonge sa carrière, se classe quatrième à Varsovie en 1968, neuvième à Berlin en 1969, dixième à Berlin et cumule les rendez-vous normands : cinquième en 1970, il est encore trente-septième en 1971, lors da sa sixième participation au Grand Prix.
La venue du champion soviétique en 1965 est en soi un événement sportif. Surtout qu'un autre vainqueur de la Course de la Paix, le tchécoslovaque Jan Smolík est lui aussi au départ. Le trente-deuxième Grand Prix de L'Humanité est à la une du journal durant trois jours. La course se déroule les 29 et 30 mai. Le samedi 29, L'Humanité lui accorde deux colonnes, autant qu’à la manifestation commémorative de la Commune de Paris qui a lieu au Mur des fédérés le lendemain. Une photo est au centre de la page : Saidschushin, et Smolík y sont côte-à-côte et le commentaire précise que le cliché a été pris à Poznań lors de la dernière Course de la Paix. Pour un peu l'autre événement cycliste du week-end passerait inaperçu : « l'extraordinaire tentative de Jacques Anquetil », qui va enchainer victorieusement le Critérium du Dauphiné et la course Bordeaux-Paris.
Jan Smolík, tchécoslovaque, a le même profil : deuxième du Grand Prix en 1965, il arrivait de Varsovie où il n'avait réalisé qu'une quarante neuvième place. En 1966, neuvième de la Course de la Paix, il triomphait à Paris. La Tchécoslovaquie est le pays où le jumelage participation à la Course de la Paix / participation au Grand Prix de L'Humanité est pratiqué avec constance. Pour exemple. Smolik déjà cité, Paix, 49e et Paris, 2e, Jaroslav Kvapil, Paix 37e et Paris 4e, Jiří Háva, Paix, 29e et Paris, 7e.
Cette présence de coureurs de « calibre » international a pour conséquence de renvoyer les coureurs de la FSGT à jouer les utilités. Les premières années quelques-uns réussissent encore à trouver place parmi les trois meilleurs, mais dès 1964 la course des coureurs « travaillistes » français, se limite à la place de premier français et à la victoire de la coupe Édouard-Lemarchand, réservé aux équipes française régionales

#### Quelques millésimes

##### le35eGrand Prix deL'Humanitéconcurrence l'élection présidentielle de 1969
L'édition de l'année 1968 ayant été annulée pour cause d'occupations d'usines et de grève générale, le Grand Prix de L'Humanité l'année 1969, est programmé pour les 31 mai et 1er juin. Or les péripéties de la vie politique française font que le 1er juin est le jour du premier tour des élections qui doivent désigner le successeur du général de Gaulle. La course est néanmoins maintenue, avec les nouveautés de parcours décrites plus haut. La une de L'Humanité du lundi 2 juin 1969 titre en pleine largeur : Près de cinq millions de voix à Jacques Duclos.
Cependant le Grand Prix cycliste n'est pas oublié : quart de page droit, photo à l'appui, titre sur quatre colonnes, le lecteur apprend le nom du vainqueur, le « tchécoslovaque Labus ». Celui devance dans l'ordre de présentation des événements sportifs du week-end Raymond Poulidor, vainqueur du critérium des Six-provinces. En pages intérieures, deux journalistes, habitués du cyclisme, Roland Passevant et Paul Zilbertin, rendent compte de la course et de ses à-côtés. Le départ des étapes avait été donné par les deux députés du communistes de la Seine-Maritime. Au Havre il s'agissait de André Duroméa, maire-adjoint de la ville portuaire, à Saint-Étienne-du-Rouvray, c'était Roland Leroy, « secrétaire du Comité central du PCF ». Une « miss », reine du Havre, accompagnait l'édile local havrais. Pas moins « charmante », c'est la « rosière » de Nanterre qui est aux côtés de Raymond Barbet, député-maire du lieu, pour accueillir les rescapés de la course le dimanche après-midi. Au Petit-Quevilly, terme de la seconde étape normande, les coureurs sont accueillis par le fanfare de cette petite ville, plus habituée aux exploits en Coupe de France de son équipe de football. Inscrit ainsi dans la vie locale des cités qui l'accueille, le 35e Grand Prix cycliste de L'Humanité l'est aussi dans l'histoire. Dans une des voitures suiveuses, celle de la direction de la FSGT, figure Henri Ségart, un des participants au premier Grand Prix de 1927.
La course en elle-même, où 14 équipes de 5 coureurs ont pris le départ, livre trois vainqueurs d'étape, Alexandre Kulibin, un soviétique qui a déjà participé à plusieurs éditions de la course, Brian Monaghan un coureur de la république d'Irlande, « premier irlandais leader du Grand Prix de L'Humanité », comme l'annonce fièrement un des deux journalistes, et enfin Rudolph Labus, de l'équipe de Tchécoslovaquie, bien épaulé par son équipier Miloš Hrazdíra. Le « petit Labus », est alors âgé de 20 ans. Sociétaire du club de Brno, il vient de terminer dixième du Tour de Suède. Sa victoire finale n'a rien d'un succès de pacotille, tant la course fut animée. Il ne doit sa victoire sur le coureur soviétique Yereth, que par le jeu de la bonification de 10 secondes accordée au vainqueur d'étape. Mais la Tchécoslovaquie emporte également le classement international des équipes, Coupe Marcel-Cachin, avec six secondes d'avance sur l'URSS, la Hongrie, la Bulgarie, l'Irlande, la Pologne. Cette victoire des Tchécoslovaques dont la fédération cycliste avait boycotté la Course de la Paix, pour marquer son opposition à l'invasion de leur pays par les troupes soviétiques d'août 1968, semble réjouir la rédaction du journal, qui hormis Alexandre Kulibin, ne cite pas même le second de l'épreuve. L'équipe de France FSGT est à la septième place. Son leader, Gérard Letolli, ancien coureur de la FFC, a des circonstances atténuantes : sept crevaisons lors de la deuxième étape. Mais il est dans la bagarre le dernier jour. Le premier Français classé, Jean-Paul Cabassut est tout bonnement huitième. Il appartient à l'équipe régionale de la Seine-Saint-Denis. Le second Français est treizième, il est de l'équipe du Val-de-Marne, qui emporte la coupe Édouard-Lemarchand, convoitise des sept équipes régionales de la FSGT : Val-de-Marne, Paris, « Bleuets de Paris », Seine-Saint-Denis, Côte-d'Or, Côte d'Azur, Bigorre.

##### 1970: première participation de la RDA, première victoire
Le trente-sixième Grand Prix cycliste de L'Humanité a lieu les 30-31 mai 1970. La participation internationale est relevée. Gainan Saidschushin, est à la tête d'une formation soviétique où est annoncé le jeune Valeri Likhatchev. Le vainqueur de la précédente édition n'est pas au départ, mais l'équipe tchécoslovaque est conduite par Miloš Hrazdíra. Une équipe algérienne est pour la première fois présente. Mais l'attraction de l'édition 1970 du grand prix consiste en la présence d'une équipe de la RDA, qui participe pour la première fois à une compétition sur le sol français, toutes fédérations confondues. La délivrance des visas au coureurs de l'Est de l'Allemagne, toujours refusée jusqu'alors, dépasse le domaine étroitement sportif. Maillots gris, bandes noir, rouge, jaune, les Allemands ne sont pas venus faire de la figuration. Les deux vainqueurs de la Course de la Paix, Klaus Ampler (1963) et Axel Peschel (1968), sont dans les rangs de l'équipe première, tout juste venue de la Course de la Paix, où elle n'a guère brillé. Ils sont de fait au rendez-vous. Axel Peschel termine second du prologue contre-la-montre disputé dans les rues du Havre, puis remporte le samedi après-midi la première étape disputée entre Harfleur et Petit-Quevilly, et défend sa première place au classement général. Vainqueur de l'épreuve, individuellement, l'équipe de la RDA gagne la coupe collective Marcel-Cachin en plaçant en trustant les places de premier, deuxième, Siegfried Huster, quatrième, Bernd Knispel. Klaus Ampler est dixième. Saidschushin termine cinquième, le premier Français, Gérard Demont, de l'équipe FSGT de Seine-Saint-Denis pointe en vingt-sixième place.

##### 1974: le40eGrand Prix cycliste de L'Humanité
Le quarantième Grand Prix cycliste de L'Humanité a lieu sur trois jours, du 24 au 26 mai 1974. Il n'est pas question de présence de coureurs préparés sur les routes de la Course de la Paix, car celle-ci s'achevant le 22 mai, les délais entre les deux courses sont trop courts. Le plateau est malgré tout épicé. L'URSS envoie une équipe dont le leader semble être Ivan Trifonov, déjà titré en 1972 et 1973. La RDA) est représentée par deux des vice-champions olympiques de poursuite des Jeux de Munich, Herbert Richter, Uwe Unterwalder et par Norbert Dürpisch, futur champion du monde de poursuite. Neuf équipes étrangères prennent le départ, dont une équipe tunisienne. Quant aux Français, répartis en onze équipes (France-FSGT, Île-de-France nord, Île-de-France sud, Paris, « Bleuets parisiens », Pyrénées, Champagne, Île-de-France ouest, Île-de-France Nord-ouest, Bigorre, Côte d’Azur, Marne-Brie), outre l'effet du nombre qui peut réservé une surprise, ils disposent pour la première fois depuis longtemps d'un possible vainqueur, en la personne de Jean-Pierre Boulard. L'ancien vainqueur du Tour de l'Avenir, s'il a disparu des tablettes du cyclisme estampillé FFC est toujours actif à la FSGT, dont cette année 1974 est aussi la quarantième année de son existence.
Le déroulement de la course, toute de mouvement ne déçoit pas, et contrairement aux années antérieures, les écarts se chiffrent en minutes. Le classement final fait émerger un véritable champion, le Soviétique Valeri Tchaplyguine, futur champion olympique et champion du monde des 100 km contre-la-montre par équipes. Il devance de près d'une minute son coéquipier Sergei Sinitsin. À plus de 4 minutes se classe Jean-Pierre Boulard qui occupe la troisième place. Boulard triomphe l'année suivante, en 1975, réalisant un doublé Tour de l'Avenir/Grand Prix cycliste de L'Humanité inédit et unique.

#### Jusqu'en 1979
L'organisation du Grand Prix cycliste de L'Humanité se poursuit jusqu'en 1979. Il est marqué par la participation conjointe, en 1978, de coureurs licenciés à la FFC, avec ceux de la FSGT. L'édition de 1979 conserve cette nouveauté.
Le quarante-cinquième Grand Prix de L'Humanité, qui sacre un quarante-quatrième vainqueur porte une autre innovation. Rompant avec l'itinéraire normand, le parcours 1979 a lieu en Champagne, avec une incursion en Picardie. Le vendredi 25 mai les coureurs s'élancent de Chalons-sur-Marne, où ils restent le lendemain, un circuit de 60 kilomètres, puis l'autre de 143 kilomètres, avant d'accomplir l'ultime étape, longue de 127 kilomètres, entre Soissons et Aulnay-sous-Bois. Ce renouvellement de parcours suit, comme auparavant en Normandie, la vague de municipalités dirigées par le Parti communiste français après les élections municipales de 1977 et utilise pour son arrivée finale le tout récent vélodrome d'Aulnay-sous-Bois, réalisé au cours de sa mandature par le député maire d'Aulnay Robert Ballanger. Au point de vue sportif, la course voit triompher un « pistard » de la RDA, Harald Wolf au terme d'une lutte acharnée, avec les soviétiques qui ne sont rien moins qu'un des médaillés d'or aux Jeux olympiques de Montréal, Anatoli Tchoukanov et le futur vainqueur de la Course de la Paix, Youri Barinov. Les coureurs de l'équipe FFC d'Île-de-France réussissent à remporter la dernière étape, avec Patrice Deveneau, et font 5e (Plaud) et 6e (Christian Leduc), tandis que les deux meilleurs des équipes FSGT sont 14e (Salle, des Pyrénées) et 15e (Ladignac, de l'équipe France-FSGT)
Ce 45e Grand Prix cycliste, ne semble pas, en termes de spectateurs, avoir connu le succès d'années antérieures. Mais à décharge du public, la météo incitait à rester chez soi : Abel Michéa note : « les soviétiques bombardèrent sous le violent orage qui accablait les coureurs » (lors du deuxième jour), et encore « sous l'orage qui craqua une nouvelle fois », le troisième jour. Après cette date, il semble que L'Humanité ait abandonné la difficile organisation de courses cyclistes sur route (Les Boucles de la Seine disparaissent dès 1974). En septembre 1978, conjointement avec la municipalité de Saint-Étienne (dont le maire est alors le communiste Joseph Sanguedolce) et l'entreprise Manufrance, le journal organise une randonnée cyclo-sportive, qui se déroule le week-end de septembre pendant lequel a lieu la Fête de l'Humanité. Cette randonnée, qui est effectuée depuis lors sur des parcours divers, mais dont le plus durable a été un Paris-Dieppe-Paris reprenant le trajet du Grand Prix cycliste, efface des mémoires le « Circuit rouge ».

## Grand Prix sur piste (1992-2014)
En 1992, la municipalité de Bordeaux prête le vélodrome pour abriter le gala des comités de diffusion de L'Humanité. L’idée surgit alors de profiter de l’occasion pour mettre en place une animation sur la piste.[réf. nécessaire]
Dès la première édition, le Grand Prix de L’Humanité a été coorganisé avec l’Union sportive villenavaise (USV). Le club de la banlieue bordelaise s’est d’ailleurs donné pour vocation la formation de jeunes coureurs et l’organisation d’un grand nombre de compétitions comme le tour de Gironde international, ou des épreuves de la Coupe de France de VTT.
« Au début, se souvient François Bidou, président de l’USV, les milieux cyclistes exprimaient des réticences à un partenariat avec L’Huma. Aujourd’hui, tout le monde apprécie que ce journal s’intéresse à la piste et prenne des risques pour organiser une épreuve de haut niveau. Personne ne boude le Grand Prix de L’Huma pour des raisons politiques. ».
La 22e édition de ce Grand prix cycliste de l'Humanité sur piste a eu lieu le 19 octobre 2013.
Depuis 1992, reprenant pour des épreuves sur piste l'appellation de l'épreuve routière; le Grand prix de L'Humanité se tient chaque année au vélodrome de Bordeaux. Il fait intervenir des participants nationaux et internationaux. Ainsi le quatrième Grand Prix a lieu le 5 octobre 1995 : ce sont Frédéric Magné et Florian Rousseau qui tiennent le haut de l'affiche, pour disputer les épreuves sur la piste « Lapébie ». Félicia Ballanger figure aussi au palmarès féminin. L'aspect sportif est bien présent, avec le label de la FFC, sans être dénué d'arrière plan politique, comme l'indique le fait que la Fédération girondine du PCF participe à l'organisation de la réunion, avec un club cycliste local, l'Union sportive de Villenave.
En 2007, le seizième Grand prix se situe dans la perspective des Jeux olympiques de Pékin. Il accueille Arnaud Tournant, Mickaël Bourgain, mais aussi des compétitions cadets et féminines.
En 2009, près de 3000 spectateurs ont assisté à la course. Ce Grand Prix en est à sa dix-neuvième édition en 2010. La présence du champion du monde de vitesse Grégory Baugé, qui remporte la finale du tournoi de vitesse, et de plusieurs autres compétiteurs tant féminins que masculins, est signalée dans les pages de L'Humanité. En 2013 Mickaël Bourgain marque la 22e édition. La vingt-troisième édition du Grand Prix a lieu le 18 octobre 2014. Elle est remportée par le jeune (20 ans) Thomas Boudat. Mais en 2015, en raison de la concurrence possible d'un match de football des Girondins de Bordeaux dans le stade voisin du vélodrome, la compétition n'a pas lieu.

## Palmarès
| Année     | Vainqueur                                                | Deuxième                                                 | Troisième                                                |
| --------- | -------------------------------------------------------- | -------------------------------------------------------- | -------------------------------------------------------- |
| 1927      | Gabriel Balay                                            | Eugène Dupré                                             | Jean Laska                                               |
| 1928      | Maurice Kropp                                            | Pierre Étienne                                           | Jules Lenoir                                             |
| 1929-1931 | Non disputé par interdiction du ministère de l'Intérieur | Non disputé par interdiction du ministère de l'Intérieur | Non disputé par interdiction du ministère de l'Intérieur |
| 1932      | Schouepf                                                 | Raymond Juret                                            | Le Gaec                                                  |
| 1933      | Dessaigne                                                | Jacquet                                                  | Ambroise Bérardi                                         |
| 1934      | Lucien Berthelot                                         | Robert Oubron                                            | Martino Merlo                                            |
| 1935      | Alphonse Decru                                           | Robert Thomas                                            | Jérôme Blomme                                            |
| 1936      | Jean Cottard                                             | Robert Lesueur                                           | Marcel Baroux                                            |
| 1937      | Jean Candoni                                             | Eugène Hecquet                                           | Virginio Gabrielli                                       |
| 1938      | Marcel Vandevelde                                        | Henri Sésier                                             | Joseph Berolatti                                         |
| 1939      | Roger Pujol                                              | René Lapoup                                              | Paul Legrand                                             |
| 1940-1945 | Non disputé à cause de la Seconde Guerre mondiale        | Non disputé à cause de la Seconde Guerre mondiale        | Non disputé à cause de la Seconde Guerre mondiale        |
| 1945      | Marcel Watterschot                                       | Albert Lots                                              | Charles Vanlerberghe                                     |
| 1946      | Maurice Miel                                             | Léonce Autaa                                             | Roland Lamouzy                                           |
| 1947      | Roger Verhoest                                           | Robert Renoncé                                           | Dominique Delahaye                                       |
| 1948      | Antoine Tarrega                                          | Henri Colpaert                                           | Léon Cuisinier                                           |
| 1949      | Jacques Prax                                             | Marcel Lemay                                             | Jacques Alix                                             |
| 1950      | Dave Bedwell                                             | Renard                                                   | Georges Blum                                             |
| 1951      | Georges Blum                                             | Charles Lobre                                            | Robert Codemo                                            |
| 1952      | Robert Renoncé                                           | Charles Gregorini                                        | Benoni Van Meenen                                        |
| 1953      | Benoni Van Meenen                                        | André Laurent                                            | Bernard Leichmann                                        |
| 1954      | Michel Lecointe                                          | André Laurent                                            | Pierre Jaeger                                            |
| 1955      | Philippe Gaudrillet                                      | Robert Codemo                                            | Michel Lecointe                                          |
| 1956      | Marcel Casse                                             | Fernand Fillette                                         | Charles De Pablo                                         |
| 1957      | Antoine Martinez                                         | Lucien Truchot                                           | Jean Leullier                                            |
| 1958      | Lucien Truchot                                           | Michel Ferrando                                          | Maurice Le Boulch                                        |
| 1959      | Albert Martinez                                          | Antoine Martinez                                         | Marcello Mugnaini                                        |
| 1960      | Fédor Tarakanov                                          | Gabriel Moiceanu                                         | Frantisek Konecny                                        |
| 1961      | Mikhaïl Kurbatov                                         | Henryk Kowalski                                          | Marcel Clavier                                           |
| 1962      | Gabriel Moiceanu                                         | Jean Bellay                                              | Stanisław Królak                                         |
| 1963      | Gabriel Moiceanu                                         | Alexandre Kulibin                                        | Michel Ferrando                                          |
| 1964      | Yuri Gouniachov                                          | Alexandre Kulibin                                        | Marian Kegel                                             |
| 1965      | Gainan Saidschushin                                      | Jan Smolík                                               | Alexandre Kulibin                                        |
| 1966      | Jan Smolík                                               | Lev Dilinov                                              | Gabriel Moiceanu                                         |
| 1967      | Gainan Saidschushin                                      | Karel Vavra                                              | Angel Kirilov                                            |
| 1968      | Non disputé en raison des évènements de Mai 68           | Non disputé en raison des évènements de Mai 68           | Non disputé en raison des évènements de Mai 68           |
| 1969      | Rudolph Labus                                            | Ants Jeret                                               | Miloš Hrazdíra                                           |
| 1970      | Axel Peschel                                             | Siegfried Huster                                         | Jindrich Marek                                           |
| 1971      | Jaromir Fridrich                                         | Yuri Dmitriyev                                           | Yuri Ocintsev                                            |
| 1972      | Ivan Trifonov                                            | Aloïs Holik                                              | Thomas Huschke                                           |
| 1973      | Ivan Trifonov                                            | Yuri Ocintsev                                            | Norbert Dürpisch                                         |
| 1974      | Valeri Tchaplyguine                                      | Sergei Sinitsin                                          | Zdenek Bartonicek Jean-Pierre Boulard Andras Neuer       |
| 1975      | Jean-Pierre Boulard                                      | Milan Sel                                                | Milan Heller                                             |
| 1976      | Algirdas Motskus                                         | Bobby Power                                              | Jean-Pierre Boulard                                      |
| 1977      | Jean-Claude Breure                                       | Evaldo Redigolo                                          | Jean-Pierre Boulard                                      |
| 1978      | Patrice Thévenard                                        | Milan Heller                                             | Jacques Moron                                            |
| 1979      | Harald Wolf                                              | Anatoli Tchoukanov                                       | Youri Barinov                                            |

### Classements détaillés des Grand Prix de L'Humanité 1937-1939
- 1937 - 1er - Jean Candoni (FSGT / Jeunesse sportive ouvrière de Puteaux), 297 km en 7 h 44 min 13 s - 2e - Eugène Hecquet (FSGT / Centre Bijoux Sport), à 1 min - 3e - Gabrielli (FSGT / Etoile sportive ouvrière de Villeneuve-la-Garenne), à 1 min 52 s.
  - 1re étape Le Havre-Rouen, 127 km: - 1er- Jean Candoni, 3 h 05 min 05 s (moyenne 41,184 km/h). - 2e - Dominique Zanti (Nice), à 2 min 22 s - 3e - Gaston Garnier (ES Drancy) m.t.
  - 2e étape Rouen- Paris (La Courneuve), 170 km: - 1er - Jean Candoni, 4 h 39 min 06 s - 2e - Gabrelli, à 1 min 16 s - 3e - André Vanhoorme (UVF / CRS 4 chemins), m.t.
- 1938 - 1er - Vandevelde (FSGT / Lens, Pas-de-Calais), 362 km en 10 h 29 min 50 s - 2e - Henri Sésier (UVF), à 13 min 19 s - 3e - Berollati (FSGT /Paris), m.t.
  - 1re étape Le Havre-Dieppe-Rouen, 190 km: - 1er - Vandevelde, 5 h 28 min 49 s (moyenne 34,740 km/h) - 2e - Bellangerie (FSGT Nice), à 10 min 03 s - 3e - Docq (UVF Boulogne-Billancourt), m.t[106].
  - 2e étape Rouen- Paris (La Courneuve), 172 km: - 1er - Henri Sésier, 5 h 0 min 31 s (moyenne 34,380 km/h) - 2e - Berollati, m.t. - 3e - Vandevelde, m.t.
- 1939 - 1er - Roger Pujol (UVF / AS XVIIIe), 375 km en 10 h 35 min 01 s - 2e - René Laloup (UVF / Vélo club St-Denis), à 1 s - 3e - Paul Legrand (FSGT / RSCO Montreuil), à 5 min 28 s.
  - 1re étape Le Havre-Dieppe-Rouen, 190 km: - 1er- Roger Pujol, 5 h 34 min 49 s - 2e - Joseph Ploé (Basse-Bretagne), m.t. - 3e - René Lapoup, m.t.
  - 2e étape Rouen-Paris (La Courneuve), 185 km: - 1er - Gabriel Le Bonnec (UVF / Vélo club Croix-de-Berny) 4 h 57 min 21 s - 2e - Gilbert Regnard (UVF / VC Croix-de-Berny), m.t. - 3e - André Brault (UVF / VC Mantes), m.t.

### Les vainqueurs d'étape du Grand Prix de L'Humanité de 1946 à 1948
- 1946 : 2 étapes (22 & 23 juin)[107]
  - 1re étape, Nantes-Le Mans : René Cador (St-Étienne)
  - 2e étape, Le Mans-Paris (Parc des Princes) : Léonce Autaa (Béarn)
- 1947 : 3 étapes (20 au 22 juin)[108]
  - 1re étape, Strasbourg-Nancy, 171 km : Antoine Micheau (Montpellier)
  - 2e étape, Nancy-Troyes, 201 km : Jules Dewispalaere (Nord)
  - 3e étape, Troyes-Paris, 193 km : Robert Renoncé (Les Mureaux)
- 1948 : 3 étapes (15 au 17 mai)
  - 1re étape, Lyon- Moulins, 230 km : Eugène Garnier (Île-de-France)
  - 2e étape, Moulins - Auxerre, 168 km : Serge Perque (Paris).
  - 3e étape, Auxerre - Paris, 190 km : Marcel Waterschoot (Île-de-France)

### Le Grand prix de L'Humanité sur piste (vélodrome de Bordeaux)
- 1997[109] :
  - Vitesse : 1er - Florian Rousseau - 2e - Arnaud Tournant
  - Keirin : 1er - Frédéric Magné - 2e - Laurent Gané
  - Sprint dames : 1re - Félicia Ballanger
- 1999[110] :
  - Vitesse : 1er - Arnaud Tournant - 2e - Laurent Gané
  - Keirin : 1er - Florian Rousseau - 2e - Chiappa
  - Sprint dames : 1re - Félicia Ballanger